# Llista de topònims de Sant Feliu de Pallerols
Llista de topònims (noms propis de lloc) del municipi de Sant Feliu de Pallerols, a la Garrotxa
Informació actualitzada per un bot. Els canvis manuals es perdran quan s'actualitzi!

## casa
| imatge | Nom           | Ubicat a                | instància de | Detalls                                     | coordenades                                                                                  | Protecció                                  | Commons (més fotos)                 | Dades a WD                    |
| ------ | ------------- | ----------------------- | ------------ | ------------------------------------------- | -------------------------------------------------------------------------------------------- | ------------------------------------------ | ----------------------------------- | ----------------------------- |
|        | Ca la Rosaura | Sant Feliu de Pallerols | casa         | Estil: arquitectura gòtica 15th century     | 42° 04′ 34″ N, 2° 30′ 27″ E / 42.076236°N,2.507509°E ca:Pl. de l'Església, 18 471 msnm       | bé integrant del patrimoni cultural català | Ca la Rosaura                       | Modifica les dades a Wikidata |
|        | Can Casas     | Sant Feliu de Pallerols | casa         | Estil: arquitectura modernista 20th century | 42° 04′ 35″ N, 2° 30′ 27″ E / 42.076389°N,2.5075°E ca:Vora la plaça 468 msnm                 | bé integrant del patrimoni cultural català | Can Casas (Sant Feliu de Pallerols) | Modifica les dades a Wikidata |
|        | Can Quesi     | Sant Feliu de Pallerols | casa         | Estil: arquitectura popular 18th century    | 42° 04′ 30″ N, 2° 30′ 31″ E / 42.074899°N,2.508656°E ca:C. del Torn, 2 467 msnm              | bé integrant del patrimoni cultural català | Can Quesi                           | Modifica les dades a Wikidata |
|        | Can Roda      | Sant Feliu de Pallerols | casa         | Estil: arquitectura popular 16th century    | 42° 04′ 38″ N, 2° 30′ 33″ E / 42.077333°N,2.509127°E ca:A 200 m de la parroquial 460 msnm    | bé integrant del patrimoni cultural català | Can Roda                            | Modifica les dades a Wikidata |
|        | Can Trias     | Sant Feliu de Pallerols | casa         | Estil: arquitectura popular 17th century    | 42° 04′ 31″ N, 2° 30′ 28″ E / 42.0754°N,2.507903°E ca:Darrera l'església parroquial 467 msnm | bé integrant del patrimoni cultural català | Can Trias (Sant Feliu de Pallerols) | Modifica les dades a Wikidata |

## castell
| imatge | Nom                 | Ubicat a                                      | instància de | Detalls                      | coordenades                                                   | Protecció                                            | Commons (més fotos) | Dades a WD                    |
| ------ | ------------------- | --------------------------------------------- | ------------ | ---------------------------- | ------------------------------------------------------------- | ---------------------------------------------------- | ------------------- | ----------------------------- |
|        | castell d'Hostoles  | les Planes d'Hostoles Sant Feliu de Pallerols | castell      | Estil: arquitectura romànica | 42° 04′ 12″ N, 2° 31′ 51″ E / 42.0701°N,2.53083°E 599 msnm    | bé d'interès cultural bé cultural d'interès nacional | Castell d'Hostoles  | Modifica les dades a Wikidata |
|        | castell de Colltort | Sant Feliu de Pallerols Santa Pau             | castell      |                              | 42° 07′ 56″ N, 2° 31′ 58″ E / 42.132299°N,2.532706°E 847 msnm | bé d'interès cultural bé cultural d'interès nacional | Castell de Colltort | Modifica les dades a Wikidata |

## curs d'aigua
| imatge | Nom               | Ubicat a                                           | instància de | Detalls                    | coordenades                                                                                               | Protecció | Commons (més fotos) | Dades a WD                    |
| ------ | ----------------- | -------------------------------------------------- | ------------ | -------------------------- | --- | --------- | ------------------- | ----------------------------- |
|        | Brugent           | les Planes d'Hostoles Sant Feliu de Pallerols Amer | curs d'aigua | Desemboca: Ter Llarg: 22km | 42° 04′ 07″ N, 2° 31′ 30″ E / 42.06873889°N,2.524975°E 41° 59′ 00″ N, 2° 37′ 00″ E / 41.98333°N,2.61667°E |           | Brugent River       | Modifica les dades a Wikidata |
|        | vall d’Aiguabella | les Planes d'Hostoles Sant Feliu de Pallerols      | curs d'aigua |                            | |           |                     | Modifica les dades a Wikidata |

## entitat singular de població
| imatge | Nom                     | Ubicat a                | instància de                                                                   | Detalls  | coordenades                                                                  | Protecció | Commons (més fotos)            | Dades a WD                    |
| ------ | ----------------------- | ----------------------- | ------------------------------------------------------------------------------ | -------- | ---------------------------------------------------------------------------- | --------- | ------------------------------ | ----------------------------- |
|        | Bastons                 | Sant Feliu de Pallerols | entitat singular de població                                                   | 22 hab   | 42° 04′ 49″ N, 2° 30′ 59″ E / 42.080240517604°N,2.5164894688626°E 475 msnm   |           |                                | Modifica les dades a Wikidata |
|        | Pallerols               | Sant Feliu de Pallerols | entitat singular de població                                                   | 37 hab   | 42° 05′ 14″ N, 2° 29′ 23″ E / 42.087330250005°N,2.4898351928175°E 485 msnm   |           |                                | Modifica les dades a Wikidata |
|        | Sant Feliu de Pallerols | Sant Feliu de Pallerols | entitat singular de població ens local històric de Catalunya capital municipal | 1377 hab | 42° 04′ 33″ N, 2° 30′ 27″ E / 42.07575416°N,2.5075746°E 472 msnm             |           |                                | Modifica les dades a Wikidata |
|        | Sant Iscle de Colltort  | Sant Feliu de Pallerols | entitat singular de població ens local històric de Catalunya                   | 49 hab   | 42° 07′ 15″ N, 2° 31′ 42″ E / 42.120818347718°N,2.5282785637084°E 630 msnm   |           | Sant Iscle de Colltort (place) | Modifica les dades a Wikidata |
|        | Sant Miquel de Pineda   | Sant Feliu de Pallerols | entitat singular de població                                                   | 141 hab  | 42° 06′ 06″ N, 2° 29′ 10″ E / 42.101723779514°N,2.4860916700637°E 583 msnm   |           |                                | Modifica les dades a Wikidata |
|        | la Fàbrega              | Sant Feliu de Pallerols | entitat singular de població                                                   | 29 hab   | 42° 04′ 55″ N, 2° 29′ 28″ E / 42.081931963212°N,2.4910874488513°E 503 msnm   |           |                                | Modifica les dades a Wikidata |
|        | la Salut                | Sant Feliu de Pallerols | entitat singular de població                                                   | 1 hab    | 42° 03′ 50″ N, 2° 29′ 48″ E / 42.0639717°N,2.49673898°E 968 msnm             |           |                                | Modifica les dades a Wikidata |
|        | la Torra                | Sant Feliu de Pallerols | entitat singular de població                                                   | 14 hab   | 42° 03′ 49″ N, 2° 31′ 31″ E / 42.0635939712496°N,2.52536531554413°E 451 msnm |           |                                | Modifica les dades a Wikidata |

## església
| imatge | Nom                                              | Ubicat a                                       | instància de     | Detalls                            | coordenades                                                                  | Protecció                                  | Commons (més fotos)                                 | Dades a WD                    |
| ------ | ------------------------------------------------ | ---------------------------------------------- | ---------------- | ---------------------------------- | ---------------------------------------------------------------------------- | ------------------------------------------ | --------------------------------------------------- | ----------------------------- |
|        | Mare de Déu del Roser de Sant Feliu de Pallerols | Sant Feliu de Pallerols                        | església         | Estil: arquitectura popular        | 42° 04′ 31″ N, 2° 30′ 24″ E / 42.07535°N,2.506609°E                          | bé integrant del patrimoni cultural català | Nostra Senyora del Roser de Sant Feliu de Pallerols | Modifica les dades a Wikidata |
|        | Sant Iscle de Colltort                           | Sant Feliu de Pallerols Sant Iscle de Colltort | església         | Estil: arquitectura romànica       | 42° 07′ 10″ N, 2° 31′ 43″ E / 42.1194°N,2.52863°E                            | bé integrant del patrimoni cultural català | Sant Iscle de Colltort                              | Modifica les dades a Wikidata |
|        | Sant Marc                                        | Sant Feliu de Pallerols                        | església         |                                    | 42° 04′ 01″ N, 2° 30′ 45″ E / 42.0670350009401°N,2.51259959080153°E          |                                            |                                                     | Modifica les dades a Wikidata |
|        | Sant Miquel de Pineda                            | Sant Feliu de Pallerols Sant Miquel de Pineda  | església         | Anomenat per: Sant Miquel Arcàngel | 42° 06′ 07″ N, 2° 29′ 39″ E / 42.102°N,2.49409°E                             | bé integrant del patrimoni cultural català | Sant Miquel de Pineda                               | Modifica les dades a Wikidata |
|        | Sant Sebastià de Sant Feliu de Pallerols         | Sant Feliu de Pallerols                        | església         | Estil: arquitectura popular        | 42° 04′ 39″ N, 2° 30′ 36″ E / 42.077432°N,2.510033°E                         | bé integrant del patrimoni cultural català | Sant Sebastià de Sant Feliu de Pallerols            | Modifica les dades a Wikidata |
|        | Santa Cecília                                    | Sant Feliu de Pallerols                        | església capella |                                    | 42° 05′ 40″ N, 2° 29′ 19″ E / 42.0945354593121°N,2.48859086146977°E 510 msnm |                                            |                                                     | Modifica les dades a Wikidata |
|        | església de Sant Feliu de Pallerols              | Sant Feliu de Pallerols                        | església         |                                    | 42° 04′ 32″ N, 2° 30′ 28″ E / 42.07563°N,2.507871°E                          | bé integrant del patrimoni cultural català | Església de Sant Feliu de Pallerols                 | Modifica les dades a Wikidata |
|        | la Salut                                         | Sant Feliu de Pallerols                        | església         | Estil: arquitectura neoclàssica    | 42° 03′ 47″ N, 2° 29′ 46″ E / 42.063105°N,2.496035°E                         | bé integrant del patrimoni cultural català | La Salut (Sant Feliu de Pallerols)                  | Modifica les dades a Wikidata |

## font
| imatge | Nom                | Ubicat a                | instància de | Detalls | coordenades                                                         | Protecció | Commons (més fotos) | Dades a WD                    |
| ------ | ------------------ | ----------------------- | ------------ | ------- | ------------------------------------------------------------------- | --------- | ------------------- | ----------------------------- |
|        | font de Rocalba    | Sant Feliu de Pallerols | font         |         | 42° 03′ 59″ N, 2° 30′ 20″ E / 42.0664373613956°N,2.50553311516365°E |           |                     | Modifica les dades a Wikidata |
|        | font de Sant Jordi | Sant Feliu de Pallerols | font         |         | 42° 06′ 35″ N, 2° 29′ 37″ E / 42.109841317532°N,2.49352376650239°E  |           |                     | Modifica les dades a Wikidata |
|        | font de l'Arç      | Sant Feliu de Pallerols | font         |         | 42° 07′ 56″ N, 2° 29′ 22″ E / 42.132360504942°N,2.4894739741435°E   |           |                     | Modifica les dades a Wikidata |

## masia
| imatge | Nom                      | Ubicat a                | instància de | Detalls                                              | coordenades                                                                                                | Protecció                                  | Commons (més fotos)                  | Dades a WD                    |
| ------ | ------------------------ | ----------------------- | ------------ | ---------------------------------------------------- | --- | ------------------------------------------ | ------------------------------------ | ----------------------------- |
|        | Ca l'Olotí               | Sant Feliu de Pallerols | masia        |                                                      | 42° 06′ 37″ N, 2° 30′ 50″ E / 42.11019444°N,2.51383889°E 584 msnm                                          |                                            |                                      | Modifica les dades a Wikidata |
|        | Cal Cucut                | Sant Feliu de Pallerols | masia        |                                                      | 42° 05′ 20″ N, 2° 29′ 53″ E / 42.0888400648661°N,2.49804380541571°E                                        |                                            |                                      | Modifica les dades a Wikidata |
|        | Cal Manyà                | Sant Feliu de Pallerols | masia        |                                                      | 42° 04′ 46″ N, 2° 29′ 52″ E / 42.0794449172999°N,2.49773098614116°E                                        |                                            |                                      | Modifica les dades a Wikidata |
|        | Cal Norat                | Sant Feliu de Pallerols | masia        |                                                      | 42° 04′ 45″ N, 2° 29′ 40″ E / 42.0790887756516°N,2.49456630420043°E                                        |                                            |                                      | Modifica les dades a Wikidata |
|        | Cal Prim                 | Sant Feliu de Pallerols | masia        |                                                      | 42° 06′ 42″ N, 2° 31′ 04″ E / 42.1116030808174°N,2.51779818254007°E                                        |                                            |                                      | Modifica les dades a Wikidata |
|        | Campassol                | Sant Feliu de Pallerols | masia        |                                                      | 42° 06′ 54″ N, 2° 30′ 57″ E / 42.115089682025°N,2.51592098822284°E                                         |                                            |                                      | Modifica les dades a Wikidata |
|        | Campderric               | Sant Feliu de Pallerols | masia        | Estil: arquitectura popular 18th century             | 42° 07′ 18″ N, 2° 31′ 37″ E / 42.121755°N,2.526865°E ca:Al davant de Sant Iscle 640 msnm                   | bé integrant del patrimoni cultural català | Campderric                           | Modifica les dades a Wikidata |
|        | Can Llapart              | Sant Feliu de Pallerols | masia        |                                                      | 42° 05′ 29″ N, 2° 29′ 25″ E / 42.091486°N,2.490324°E                                                       | bé integrant del patrimoni cultural català |                                      | Modifica les dades a Wikidata |
|        | Can Llogà                | Sant Feliu de Pallerols | masia        |                                                      | 42° 05′ 19″ N, 2° 30′ 06″ E / 42.0885857406828°N,2.50168534060691°E                                        |                                            |                                      | Modifica les dades a Wikidata |
|        | Can Mates                | Sant Feliu de Pallerols | masia        |                                                      | 42° 04′ 43″ N, 2° 29′ 26″ E / 42.0784861629371°N,2.49067825334983°E                                        |                                            |                                      | Modifica les dades a Wikidata |
|        | Can Sala                 | Sant Feliu de Pallerols | masia        |                                                      | 42° 06′ 37″ N, 2° 30′ 50″ E / 42.11019444°N,2.51383889°E 505 msnm                                          |                                            |                                      | Modifica les dades a Wikidata |
|        | Can Sau                  | Sant Feliu de Pallerols | masia        |                                                      | 42° 03′ 42″ N, 2° 31′ 00″ E / 42.0615403037012°N,2.51669053690721°E                                        |                                            |                                      | Modifica les dades a Wikidata |
|        | Can Tià                  | Sant Feliu de Pallerols | masia        |                                                      | 42° 07′ 18″ N, 2° 32′ 44″ E / 42.1216236734687°N,2.54560752000828°E 845 msnm                               |                                            | Can Tià (Sant Feliu de Pallerols)    | Modifica les dades a Wikidata |
|        | Casa Nova de Cal Cucut   | Sant Feliu de Pallerols | masia        |                                                      | 42° 05′ 20″ N, 2° 29′ 51″ E / 42.0888012353192°N,2.49740326189042°E                                        |                                            |                                      | Modifica les dades a Wikidata |
|        | Casa Nova de Pallerols   | Sant Feliu de Pallerols | masia        |                                                      | 42° 05′ 36″ N, 2° 29′ 38″ E / 42.0933609603129°N,2.49386047694939°E                                        |                                            |                                      | Modifica les dades a Wikidata |
|        | Casa Nova de l'Hostal    | Sant Feliu de Pallerols | masia        |                                                      | 42° 05′ 46″ N, 2° 29′ 38″ E / 42.0961438657221°N,2.49383834906937°E                                        |                                            |                                      | Modifica les dades a Wikidata |
|        | Casa Nova de la Badia    | Sant Feliu de Pallerols | masia        |                                                      | 42° 05′ 23″ N, 2° 29′ 46″ E / 42.0896596239684°N,2.49598176084819°E                                        |                                            |                                      | Modifica les dades a Wikidata |
|        | Casa Nova de la Nespleda | Sant Feliu de Pallerols | masia        |                                                      | 42° 04′ 51″ N, 2° 31′ 02″ E / 42.0808793356683°N,2.51717248441759°E                                        |                                            |                                      | Modifica les dades a Wikidata |
|        | Casa Nova de la Riba     | Sant Feliu de Pallerols | masia        |                                                      | 42° 04′ 49″ N, 2° 30′ 09″ E / 42.080411421339°N,2.50251096842595°E                                         |                                            |                                      | Modifica les dades a Wikidata |
|        | Casa de la Fontana       | Sant Feliu de Pallerols | masia        |                                                      | 42° 05′ 32″ N, 2° 29′ 38″ E / 42.0922624742779°N,2.49392967134087°E                                        |                                            |                                      | Modifica les dades a Wikidata |
|        | Castanyer                | Sant Feliu de Pallerols | masia        |                                                      | 42° 06′ 51″ N, 2° 31′ 13″ E / 42.1141078804756°N,2.52018636283842°E                                        |                                            |                                      | Modifica les dades a Wikidata |
|        | Codolós                  | Sant Feliu de Pallerols | masia        |                                                      | 42° 06′ 30″ N, 2° 31′ 00″ E / 42.1082479498345°N,2.51667456680282°E                                        |                                            |                                      | Modifica les dades a Wikidata |
|        | Colldebaix               | Sant Feliu de Pallerols | masia        |                                                      | 42° 06′ 05″ N, 2° 30′ 08″ E / 42.1014759419504°N,2.50212864764613°E                                        |                                            |                                      | Modifica les dades a Wikidata |
|        | Colltort                 | Sant Feliu de Pallerols | masia        |                                                      | 42° 07′ 35″ N, 2° 32′ 08″ E / 42.126251612435°N,2.5354973655985°E                                          |                                            |                                      | Modifica les dades a Wikidata |
|        | Gaús                     | Sant Feliu de Pallerols | masia        |                                                      | 42° 05′ 11″ N, 2° 30′ 00″ E / 42.086362697824°N,2.49997371962347°E                                         |                                            |                                      | Modifica les dades a Wikidata |
|        | Llongafollia             | Sant Feliu de Pallerols | masia        | Estil: arquitectura popular                          | 42° 04′ 55″ N, 2° 30′ 03″ E / 42.081974446778°N,2.50075918245°E                                            | bé integrant del patrimoni cultural català |                                      | Modifica les dades a Wikidata |
|        | Mas Aiguabella           | Sant Feliu de Pallerols | masia        |                                                      | 42° 04′ 40″ N, 2° 30′ 45″ E / 42.0777611606795°N,2.51245707351003°E                                        |                                            |                                      | Modifica les dades a Wikidata |
|        | Mas Coll de Dalt         | Sant Feliu de Pallerols | masia        |                                                      | 42° 06′ 19″ N, 2° 30′ 01″ E / 42.1051517353271°N,2.50032198101623°E                                        |                                            |                                      | Modifica les dades a Wikidata |
|        | Mas Julivert             | Sant Feliu de Pallerols | masia        |                                                      | 42° 05′ 41″ N, 2° 29′ 31″ E / 42.0946038928698°N,2.49183112944645°E                                        |                                            |                                      | Modifica les dades a Wikidata |
|        | Mas Umbert               | Sant Feliu de Pallerols | masia        |                                                      | 42° 04′ 27″ N, 2° 30′ 09″ E / 42.07418°N,2.5025°E                                                          |                                            |                                      | Modifica les dades a Wikidata |
|        | Miradors                 | Sant Feliu de Pallerols | masia        |                                                      | 42° 03′ 50″ N, 2° 30′ 40″ E / 42.0638578129062°N,2.51098009128498°E                                        |                                            |                                      | Modifica les dades a Wikidata |
|        | Pallerols                | Sant Feliu de Pallerols | masia        | Estil: arquitectura popular 15th century             | 42° 05′ 21″ N, 2° 29′ 22″ E / 42.089297°N,2.489404°E 516 msnm                                              | bé integrant del patrimoni cultural català |                                      | Modifica les dades a Wikidata |
|        | Puigverd                 | Sant Feliu de Pallerols | masia        |                                                      | 42° 07′ 11″ N, 2° 31′ 22″ E / 42.1197841601119°N,2.52287755351514°E                                        |                                            |                                      | Modifica les dades a Wikidata |
|        | Pujolràs                 | Sant Feliu de Pallerols | masia        |                                                      | 42° 04′ 18″ N, 2° 30′ 23″ E / 42.0716467570853°N,2.50637512664086°E                                        |                                            |                                      | Modifica les dades a Wikidata |
|        | Riubrugent               | Sant Feliu de Pallerols | masia        |                                                      | 42° 04′ 43″ N, 2° 29′ 14″ E / 42.0785602337029°N,2.48708706271492°E                                        |                                            |                                      | Modifica les dades a Wikidata |
|        | Rovirola                 | Sant Feliu de Pallerols | masia        |                                                      | 42° 04′ 29″ N, 2° 29′ 26″ E / 42.0746763833763°N,2.4906724492134°E                                         |                                            |                                      | Modifica les dades a Wikidata |
|        | Sobremont                | Sant Feliu de Pallerols | masia        |                                                      | 42° 05′ 19″ N, 2° 28′ 58″ E / 42.0885286496601°N,2.48267802804343°E                                        |                                            |                                      | Modifica les dades a Wikidata |
|        | Torreta de la Fàbrega    | Sant Feliu de Pallerols | masia        |                                                      | 42° 04′ 43″ N, 2° 29′ 51″ E / 42.0784888843905°N,2.49742419719099°E                                        |                                            |                                      | Modifica les dades a Wikidata |
|        | Viladecàs                | Sant Feliu de Pallerols | masia        |                                                      | 42° 05′ 21″ N, 2° 30′ 11″ E / 42.089189826557°N,2.5031209000575°E                                          |                                            |                                      | Modifica les dades a Wikidata |
|        | el Bastons               | Sant Feliu de Pallerols | masia        |                                                      | 42° 04′ 56″ N, 2° 30′ 55″ E / 42.0822765593388°N,2.51532417071036°E                                        |                                            |                                      | Modifica les dades a Wikidata |
|        | el Boix de Baix          | Sant Feliu de Pallerols | masia        |                                                      | 42° 04′ 31″ N, 2° 30′ 52″ E / 42.0751398513536°N,2.51448389625807°E                                        |                                            |                                      | Modifica les dades a Wikidata |
|        | el Boix de Dalt          | Sant Feliu de Pallerols | masia        |                                                      | 42° 04′ 32″ N, 2° 30′ 55″ E / 42.0754856647644°N,2.51532748893282°E                                        |                                            |                                      | Modifica les dades a Wikidata |
|        | el Botets                | Sant Feliu de Pallerols | masia        |                                                      | 42° 05′ 13″ N, 2° 30′ 58″ E / 42.0870531682123°N,2.51607373955486°E                                        |                                            |                                      | Modifica les dades a Wikidata |
|        | el Claperol              | Sant Feliu de Pallerols | masia        |                                                      | 42° 05′ 48″ N, 2° 29′ 22″ E / 42.0965655065912°N,2.48939687377916°E                                        |                                            |                                      | Modifica les dades a Wikidata |
|        | el Contaller             | Sant Feliu de Pallerols | masia        |                                                      | 42° 05′ 25″ N, 2° 30′ 49″ E / 42.0902849735925°N,2.51358245060852°E                                        |                                            |                                      | Modifica les dades a Wikidata |
|        | el Crous                 | Sant Feliu de Pallerols | masia        | Estil: arquitectura popular                          | 42° 05′ 04″ N, 2° 29′ 25″ E / 42.0845°N,2.49041°E 520 msnm                                                 | bé integrant del patrimoni cultural català |                                      | Modifica les dades a Wikidata |
|        | el Franc                 | Sant Feliu de Pallerols | masia        |                                                      | 42° 06′ 18″ N, 2° 29′ 36″ E / 42.10497222°N,2.49321667°E 525 msnm                                          |                                            |                                      | Modifica les dades a Wikidata |
|        | el Perer                 | Sant Feliu de Pallerols | masia        |                                                      | 42° 06′ 29″ N, 2° 30′ 32″ E / 42.1080893609273°N,2.50901952843536°E                                        |                                            |                                      | Modifica les dades a Wikidata |
|        | el Port                  | Sant Feliu de Pallerols | masia        |                                                      | 42° 06′ 57″ N, 2° 31′ 46″ E / 42.1158032386307°N,2.52940331069647°E                                        |                                            |                                      | Modifica les dades a Wikidata |
|        | el Prat                  | Sant Feliu de Pallerols | masia        | Estil: arquitectura popular                          | 42° 06′ 54″ N, 2° 31′ 21″ E / 42.115114°N,2.522626°E                                                       | bé integrant del patrimoni cultural català |                                      | Modifica les dades a Wikidata |
|        | el Pujabé                | Sant Feliu de Pallerols | masia        | Estil: arquitectura popular                          | 42° 05′ 09″ N, 2° 29′ 35″ E / 42.08577°N,2.493153°E 491 msnm                                               | bé integrant del patrimoni cultural català |                                      | Modifica les dades a Wikidata |
|        | el Pujol                 | Sant Feliu de Pallerols | masia        | Estil: arquitectura popular                          | 42° 05′ 41″ N, 2° 31′ 34″ E / 42.094611°N,2.526047°E                                                       | bé integrant del patrimoni cultural català |                                      | Modifica les dades a Wikidata |
|        | el Relleixat             | Sant Feliu de Pallerols | masia        |                                                      | 42° 05′ 27″ N, 2° 31′ 22″ E / 42.0909°N,2.52283°E 532 msnm                                                 |                                            |                                      | Modifica les dades a Wikidata |
|        | el Sesquer               | Sant Feliu de Pallerols | masia        |                                                      | 42° 03′ 50″ N, 2° 31′ 20″ E / 42.0640132323829°N,2.52221962407336°E                                        |                                            |                                      | Modifica les dades a Wikidata |
|        | el Vallac                | Sant Feliu de Pallerols | masia        |                                                      | 42° 04′ 13″ N, 2° 29′ 58″ E / 42.0703914370631°N,2.49934963164015°E                                        |                                            |                                      | Modifica les dades a Wikidata |
|        | els Escarnits            | Sant Feliu de Pallerols | masia        |                                                      | 42° 03′ 55″ N, 2° 30′ 57″ E / 42.0651567386615°N,2.51569614714378°E                                        |                                            |                                      | Modifica les dades a Wikidata |
|        | l'Aulina                 | Sant Feliu de Pallerols | masia        |                                                      | 42° 06′ 01″ N, 2° 29′ 36″ E / 42.1001674848384°N,2.49332260383026°E                                        |                                            |                                      | Modifica les dades a Wikidata |
|        | la Badia                 | Sant Feliu de Pallerols | masia        |                                                      | 42° 05′ 26″ N, 2° 29′ 50″ E / 42.0905290973948°N,2.49708732599368°E                                        |                                            |                                      | Modifica les dades a Wikidata |
|        | la Baga                  | Sant Feliu de Pallerols | masia        |                                                      | 42° 05′ 56″ N, 2° 28′ 40″ E / 42.0988914362221°N,2.47788946837267°E                                        |                                            |                                      | Modifica les dades a Wikidata |
|        | la Bora                  | Sant Feliu de Pallerols | masia        |                                                      | 42° 04′ 42″ N, 2° 29′ 56″ E / 42.0783691942929°N,2.4988879738061°E                                         |                                            |                                      | Modifica les dades a Wikidata |
|        | la Canova                | Sant Feliu de Pallerols | masia        |                                                      | 42° 06′ 03″ N, 2° 30′ 37″ E / 42.100928942753°N,2.5102854729726°E                                          |                                            |                                      | Modifica les dades a Wikidata |
|        | la Carrera               | Sant Feliu de Pallerols | masia        |                                                      | 42° 03′ 44″ N, 2° 31′ 28″ E / 42.0621579233263°N,2.52439700838092°E                                        |                                            |                                      | Modifica les dades a Wikidata |
|        | la Casanova              | Sant Feliu de Pallerols | masia        |                                                      | 42° 07′ 40″ N, 2° 30′ 59″ E / 42.1278991373241°N,2.51646471953599°E                                        |                                            |                                      | Modifica les dades a Wikidata |
|        | la Fàbrega               | Sant Feliu de Pallerols | masia        | Estil: noucentisme arquitectura popular 17th century | 42° 04′ 42″ N, 2° 29′ 45″ E / 42.078217°N,2.495879°E 506 msnm                                              | bé integrant del patrimoni cultural català | La Fàbrega (Sant Feliu de Pallerols) | Modifica les dades a Wikidata |
|        | la Nespleda              | Sant Feliu de Pallerols | masia        |                                                      | 42° 04′ 52″ N, 2° 31′ 11″ E / 42.0810790185786°N,2.51968569896619°E                                        |                                            |                                      | Modifica les dades a Wikidata |
|        | la Peça                  | Sant Feliu de Pallerols | masia        |                                                      | 42° 03′ 58″ N, 2° 30′ 40″ E / 42.0660653707224°N,2.51120489359443°E                                        |                                            |                                      | Modifica les dades a Wikidata |
|        | la Rectoria              | Sant Feliu de Pallerols | masia        |                                                      | 42° 04′ 34″ N, 2° 30′ 22″ E / 42.0761397667806°N,2.50608643848945°E                                        |                                            |                                      | Modifica les dades a Wikidata |
|        | la Riba                  | Sant Feliu de Pallerols | masia        |                                                      | 42° 04′ 48″ N, 2° 30′ 11″ E / 42.0800080281319°N,2.50294935346359°E                                        |                                            |                                      | Modifica les dades a Wikidata |
|        | la Rigosa                | Sant Feliu de Pallerols | masia        |                                                      | 42° 07′ 21″ N, 2° 32′ 02″ E / 42.1225490258551°N,2.53380543093367°E                                        |                                            |                                      | Modifica les dades a Wikidata |
|        | la Rovira                | Sant Feliu de Pallerols | masia        |                                                      | 42° 07′ 34″ N, 2° 31′ 20″ E / 42.126196966106°N,2.5221894116091°E                                          |                                            |                                      | Modifica les dades a Wikidata |
|        | la Salica                | Sant Feliu de Pallerols | masia        |                                                      | 42° 06′ 16″ N, 2° 30′ 49″ E / 42.1044885540332°N,2.51366740570889°E                                        |                                            |                                      | Modifica les dades a Wikidata |
|        | la Salota                | Sant Feliu de Pallerols | masia        |                                                      | 42° 07′ 35″ N, 2° 31′ 57″ E / 42.1265152836734°N,2.53243339874827°E                                        |                                            |                                      | Modifica les dades a Wikidata |
|        | les Comelles             | Sant Feliu de Pallerols | masia        | Estil: arquitectura popular 18th century             | 42° 05′ 58″ N, 2° 29′ 45″ E / 42.099432°N,2.49589°E ca:Trencant per anar a Sant Iscle de Colltort 510 msnm | bé integrant del patrimoni cultural català |                                      | Modifica les dades a Wikidata |

## molí d'aigua
| imatge | Nom                  | Ubicat a                | instància de | Detalls                     | coordenades                                                                  | Protecció                                  | Commons (més fotos) | Dades a WD                    |
| ------ | -------------------- | ----------------------- | ------------ | --------------------------- | ---------------------------------------------------------------------------- | ------------------------------------------ | ------------------- | ----------------------------- |
|        | Molí Nou             | Sant Feliu de Pallerols | molí d'aigua |                             | 42° 04′ 43″ N, 2° 29′ 35″ E / 42.0785863959004°N,2.49297446863764°E          |                                            |                     | Modifica les dades a Wikidata |
|        | Molí de la Campaneta | Sant Feliu de Pallerols | molí d'aigua | Estil: arquitectura popular | 42° 04′ 44″ N, 2° 29′ 46″ E / 42.078781°N,2.496026°E                         | bé integrant del patrimoni cultural català |                     | Modifica les dades a Wikidata |
|        | Molí de la Conqueta  | Sant Feliu de Pallerols | molí d'aigua | Estil: arquitectura popular | 42° 04′ 35″ N, 2° 30′ 27″ E / 42.0764°N,2.507449°E 463 msnm                  | bé cultural d'interès local                | Molí de la Conqueta | Modifica les dades a Wikidata |
|        | Molí de la Rovira    | Sant Feliu de Pallerols | molí d'aigua |                             | 42° 03′ 59″ N, 2° 31′ 15″ E / 42.066493465191°N,2.52088351450461°E           |                                            |                     | Modifica les dades a Wikidata |
|        | Molí de la Teuleria  | Sant Feliu de Pallerols | molí d'aigua |                             | 42° 05′ 22″ N, 2° 29′ 38″ E / 42.0894612346526°N,2.49387938816622°E          |                                            |                     | Modifica les dades a Wikidata |
|        | el Molí Petit        | Sant Feliu de Pallerols | molí d'aigua |                             | 42° 04′ 30″ N, 2° 30′ 39″ E / 42.0751152906877°N,2.51082114454628°E 453 msnm |                                            |                     | Modifica les dades a Wikidata |

## muntanya
| imatge | Nom                     | Ubicat a                                      | instància de | Detalls | coordenades | Protecció | Commons (més fotos)                  | Dades a WD                    |
| ------ | ----------------------- | --------------------------------------------- | ------------ | ------- | --- | --------- | ------------------------------------ | ----------------------------- |
|        | Puig Alt de la Nespleda | les Planes d'Hostoles Sant Feliu de Pallerols | muntanya     |         | 42° 04′ 57″ N, 2° 31′ 48″ E / 42.0824°N,2.52997°E 702.5 msnm                                                           |           |                                      | Modifica les dades a Wikidata |
|        | Puig Blanc              | la Vall d'en Bas Sant Feliu de Pallerols      | muntanya     |         | 42° 06′ 55″ N, 2° 29′ 04″ E / 42.1154°N,2.4845°E 728 msnm                                                              |           | Puig Blanc (Sant Feliu de Pallerols) | Modifica les dades a Wikidata |
|        | Puig de la Gatonera     | la Vall d'en Bas Sant Feliu de Pallerols      | muntanya     |         | 42° 05′ 53″ N, 2° 28′ 33″ E / 42.098°N,2.47571°E 734.8 msnm                                                            |           |                                      | Modifica les dades a Wikidata |
|        | Puig de la Miranda      | Sant Feliu de Pallerols                       | muntanya cim |         | 42° 06′ 00″ N, 2° 29′ 16″ E / 42.09994444°N,2.48776111°E 42° 10′ 38″ N, 2° 24′ 26″ E / 42.17711°N,2.40717°E 630.8 msnm |           |                                      | Modifica les dades a Wikidata |
|        | Roca Lladre             | les Preses Sant Feliu de Pallerols Santa Pau  | muntanya     |         | 42° 08′ 11″ N, 2° 29′ 53″ E / 42.136518°N,2.49813°E 907 msnm                                                           |           |                                      | Modifica les dades a Wikidata |
|        | Turó de Sant Joan       | Santa Pau Sant Feliu de Pallerols             | muntanya     |         | 42° 07′ 53″ N, 2° 31′ 19″ E / 42.1313°N,2.522°E 868.8 msnm                                                             |           |                                      | Modifica les dades a Wikidata |
|        | el Puig Alt             | Sant Feliu de Pallerols                       | muntanya     |         | 42° 05′ 38″ N, 2° 30′ 27″ E / 42.094°N,2.50744°E 668.6 msnm                                                            |           |                                      | Modifica les dades a Wikidata |

## pont
| imatge | Nom                             | Ubicat a                | instància de | Detalls                                                    | coordenades                                                                           | Protecció                                  | Commons (més fotos)                             | Dades a WD                    |
| ------ | ------------------------------- | ----------------------- | ------------ | ---------------------------------------------------------- | ------------------------------------------------------------------------------------- | ------------------------------------------ | ----------------------------------------------- | ----------------------------- |
|        | Pont de Sant Feliu de Pallerols | Sant Feliu de Pallerols | pont         | Estil: arquitectura popular 19th century Travessa: Brugent | 42° 04′ 36″ N, 2° 30′ 28″ E / 42.076656°N,2.50779°E ca:Sobre el Brugent 467 msnm      | bé integrant del patrimoni cultural català | Pont de Sant Feliu de Pallerols                 | Modifica les dades a Wikidata |
|        | Pont de Sant Sebastià           | Sant Feliu de Pallerols | pont         | Estil: arquitectura popular                                | 42° 04′ 37″ N, 2° 30′ 37″ E / 42.077016°N,2.510353°E                                  | bé integrant del patrimoni cultural català | Pont de Sant Sebastià (Sant Feliu de Pallerols) | Modifica les dades a Wikidata |
|        | Pont de la Torre                | Sant Feliu de Pallerols | pont         | Estil: arquitectura popular Travessa: Brugent              | 42° 04′ 06″ N, 2° 31′ 25″ E / 42.068284°N,2.523617°E ca:Sobre el riu Brugent 415 msnm | bé integrant del patrimoni cultural català | Pont de la Torre                                | Modifica les dades a Wikidata |

## serra
| imatge | Nom                  | Ubicat a                                 | instància de | Detalls | coordenades                                                         | Protecció | Commons (més fotos)  | Dades a WD                    |
| ------ | -------------------- | ---------------------------------------- | ------------ | ------- | ------------------------------------------------------------------- | --------- | -------------------- | ----------------------------- |
|        | Els Castellets       | Sant Feliu de Pallerols                  | serra        |         | 42° 06′ 59″ N, 2° 30′ 21″ E / 42.11644444°N,2.50570556°E 753 msnm   |           |                      | Modifica les dades a Wikidata |
|        | Marbolenya           | Sant Feliu de Pallerols                  | serra        |         | 42° 07′ 49″ N, 2° 29′ 39″ E / 42.1304°N,2.49422°E 895.6 msnm        |           |                      | Modifica les dades a Wikidata |
|        | Serrat de la Calcina | la Vall d'en Bas Sant Feliu de Pallerols | serra        |         | 42° 06′ 52″ N, 2° 29′ 05″ E / 42.11455556°N,2.48461861°E 756.1 msnm |           | Serrat de la Calcina | Modifica les dades a Wikidata |
|        | serra del Corb       | Sant Feliu de Pallerols                  | serra        |         | 42° 08′ 08″ N, 2° 29′ 22″ E / 42.1356°N,2.4894°E 933.8 msnm         |           |                      | Modifica les dades a Wikidata |
|        | serra dels Saiols    | Sant Feliu de Pallerols                  | serra        |         | 42° 07′ 25″ N, 2° 30′ 42″ E / 42.12358333°N,2.51166111°E 893.3 msnm |           |                      | Modifica les dades a Wikidata |

## volcà extint
| imatge | Nom                          | Ubicat a                          | instància de | Detalls | coordenades | Protecció | Commons (més fotos) | Dades a WD                    |
| ------ | ---------------------------- | --------------------------------- | ------------ | ------- | --- | --------- | ------------------- | ----------------------------- |
|        | Volcà de Can Tià             | Sant Feliu de Pallerols           | volcà extint |         | 42° 07′ 22″ N, 2° 32′ 43″ E / 42.12288888888889°N,2.5453333333333332°E Zona Volcànica de la Garrotxa Pla d'Espais d'Interès Natural Reserva Natural dels Volcans de Fontpobra, de la Tuta de Colltort i de Can Tià 828 msnm |           | Volcà de Can Tià    | Modifica les dades a Wikidata |
|        | Volcà de Comadega            | Sant Feliu de Pallerols Santa Pau | volcà extint |         | 42° 08′ 09″ N, 2° 32′ 07″ E / 42.13594444444445°N,2.5353333333333334°E Zona Volcànica de la Garrotxa 715 msnm |           |                     | Modifica les dades a Wikidata |
|        | Volcà de Fontpobra           | Sant Feliu de Pallerols           | volcà extint |         | 42° 07′ 40″ N, 2° 32′ 11″ E / 42.12777777777778°N,2.5364166666666668°E Zona Volcànica de la Garrotxa 899 msnm |           |                     | Modifica les dades a Wikidata |
|        | Volcà de Sant Marc           | Sant Feliu de Pallerols           | volcà extint |         | 42° 04′ 03″ N, 2° 30′ 48″ E / 42.0674°N,2.51338°E Zona Volcànica de la Garrotxa 583 msnm |           |                     | Modifica les dades a Wikidata |
|        | Volcà de la Tuta de Colltort | Sant Feliu de Pallerols           | volcà extint |         | 42° 07′ 26″ N, 2° 32′ 28″ E / 42.123777777777775°N,2.5410555555555554°E Zona Volcànica de la Garrotxa 757 msnm |           |                     | Modifica les dades a Wikidata |
|        | Volcà del Puig Roig          | Sant Feliu de Pallerols           | volcà extint |         | 42° 03′ 46″ N, 2° 31′ 04″ E / 42.06272222222222°N,2.5178611111111113°E Zona Volcànica de la Garrotxa 585 msnm |           |                     | Modifica les dades a Wikidata |

## àrea protegida
| imatge | Nom                                                                            | Ubicat a                          | instància de                           | Detalls                     | coordenades | Protecció | Commons (més fotos) | Dades a WD                    |
| ------ | ------------------------------------------------------------------------------ | --------------------------------- | -------------------------------------- | --------------------------- | ----------- | --------- | ------------------- | ----------------------------- |
|        | Reserva Natural del Volcà de Sant Marc                                         | Sant Feliu de Pallerols           | àrea protegida Reserva Natural Parcial | 2008 Superfície: 68.43405ha |             |           |                     | Modifica les dades a Wikidata |
|        | Reserva Natural del Volcà del Puig Roig                                        | Sant Feliu de Pallerols           | àrea protegida Reserva Natural Parcial | 2008 Superfície: 24.53156ha |             |           |                     | Modifica les dades a Wikidata |
|        | Reserva Natural dels Volcans de Fontpobra, de la Tuta de Colltort i de Can Tià | Santa Pau Sant Feliu de Pallerols | àrea protegida Reserva Natural Parcial | 1982 Superfície: 76.36575ha |             |           |                     | Modifica les dades a Wikidata |

## Misc
| imatge | Nom                                                    | Ubicat a                | instància de         | Detalls                                                                                       | coordenades                                                         | Protecció                                  | Commons (més fotos)                                      | Dades a WD                    |
| ------ | ------------------------------------------------------ | ----------------------- | -------------------- | --------------------------------------------------------------------------------------------- | ------------------------------------------------------------------- | ------------------------------------------ | -------------------------------------------------------- | ----------------------------- |
|        | Balma de Claperol                                      | Sant Feliu de Pallerols | abric rocós          |                                                                                               | 42° 03′ 46″ N, 2° 29′ 45″ E / 42.0627659471781°N,2.49592861300168°E |                                            |                                                          | Modifica les dades a Wikidata |
|        | Escut de la Casa Consistorial                          | Sant Feliu de Pallerols | llinda escut d'armes |                                                                                               | 42° 04′ 31″ N, 2° 30′ 24″ E / 42.075337°N,2.506749°E                | bé integrant del patrimoni cultural català | Escut de la Casa Consistorial de Sant Feliu de Pallerols | Modifica les dades a Wikidata |
|        | Granges de la Fàbrega                                  | Sant Feliu de Pallerols | granja               |                                                                                               | 42° 04′ 51″ N, 2° 29′ 45″ E / 42.0807421737638°N,2.49575008997858°E |                                            |                                                          | Modifica les dades a Wikidata |
|        | Monument als donants de sang a Sant Feliu de Pallerols | Sant Feliu de Pallerols | monument             | Creador: Àngel Rigall i Verdaguer 2006-09-09 Ample: 0.5m Alt: 2m Anomenat per: donant de sang | 42° 04′ 30″ N, 2° 30′ 24″ E / 42.075066666666665°N,2.5066°E         |                                            |                                                          | Modifica les dades a Wikidata |
|        | Plou de glaç                                           | Sant Feliu de Pallerols | pou de neu           | Estil: arquitectura popular                                                                   |                                                                     | bé integrant del patrimoni cultural català |                                                          | Modifica les dades a Wikidata |
|        | casa consistorial de Sant Feliu de Pallerols           | Sant Feliu de Pallerols | casa consistorial    |                                                                                               | 42° 04′ 31″ N, 2° 30′ 24″ E / 42.0752949°N,2.5066768°E              |                                            |                                                          | Modifica les dades a Wikidata |